# 石鑼溝摩崖造像
石鑼溝摩崖造像位於四川省資陽市安岳縣長河源鄉石鑼村四組石鑼溝中2個石包上，共有金窟23個，造像217尊，浮雕石塔3座，碑刻題記10通。石窟開鑿于唐代。龕窟以方形平頂雙層龕，方形平頂龕為主。造像內容以西方三聖、十六羅漢、佛道合龕、觀音地藏、釋迦說法圖、淨瓶觀音、長壽王菩薩等為主，有唐咸通十二年（871年）、開寶七年（974年）等年號。石鑼溝摩崖造像開鑿造像題記時代明確，羅漢龕像多有造像捐資人姓名，對四川摩崖石刻的分期斷代有參考價值，對研究當時四川民間宗教信仰具有重要意義。1988年，石鑼溝摩崖造像被安岳縣人民政府公佈為縣級文物保護單位。2012年7月16日公佈為第八批四川省文物保護單位。